# 장마르탱 샤르코
장마르탱 샤르코(프랑스어: Jean-Martin Charcot, 프랑스어 발음: [ʒɑ̃ maʁtɛ̃ ʃaʁko], 1825년 11월 29일~1893년 8월 16일)는 프랑스의 신경학자로 파리 의과대학과 과학 아카데미 신경질환과 교수로 활동했다. 샤르코는 신경퇴행성 질환인 근위축성 측삭 경화증(ALS)의 발견자로써 기욤 뒤셴과 함께 현대 신경의학의 창시자로 불린다.  
살페트리에르 학교의 최면과 히스테리에 대한 그의 연구는 정신병리학 연구에서 피에르 쟈넷과 그의 제자이자 정신분석의 창시자인 지그문트 프로이트에게 영감을 주었다.

## 업적
샤르코의 업적은 크게 내과 연구, 중추 및 말초 신경계 질환 연구, 히스테리 및 최면 연구 이렇게 크게 세가지로 분류할 수 있다.

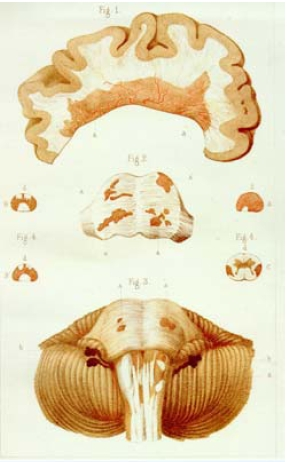
1868년 다발성 경화증을 보여주는 최초의 해부학판.

### 내과
- 만성 류머티즘에 대한 설명(1853).
- 갑상선 기능 항진증 및 빈맥에 대한 설명(1856).
- 고통스러운 간헐적 파행에 대한 설명.
- 간경화에 관한 일반 연구(1876).

### 신경학
- 수질 및 구근 기원의 척추 및 근위축증 .
- 사지와 "척추소뇌실조증 (Spinocerebella Ataxia)".
- 뇌 및 뇌성마비, 파킨슨병 및 다발성 경화증.
- 척수 병태생리학 및 골상학.
- 중추 기능 장애(실어증 및 간질).
- 언어 장애 및 심리 유형.

### 최면과 히스테리

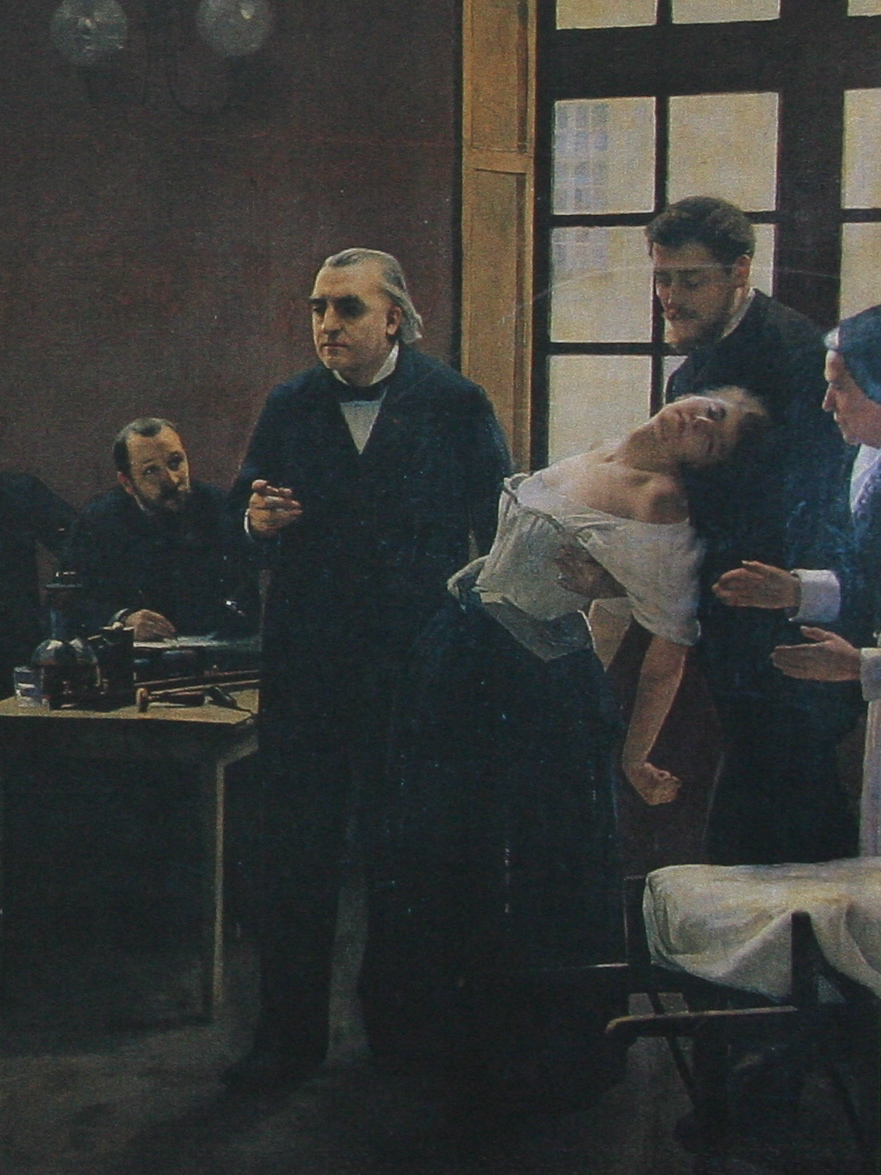
장 마르탱 샤르코가 살페트리에르에서의 수업 중 자신의 히스테리 연구 환자인 블랑쉬 위트만 (Blanche Wittman)을 소개 중이다. 오른쪽 환자를 부축하는 사람은 죠셉 바빈스키 (Joseph Babinski).

1878년 샤를 리셰의 영향으로 최면에 대한 연구를 시작했고, 1882년 〈최면에 의한 히스테리 환자들의 다양한 신경 상태에 관하여 (Sur les divers états nerveux déterminés par l'hypnotisation chez les hystériques)〉에서 히스테리 특유의 신체적인 사실을 제시하면서 최면을 하나의 과학적 연구 주제로 재평가했다. 샤르코에게 최면에 대한 연구는 해부학적 임상법 (anatomo clinical method)을 떼어놓고 설명할 수가 없는데 이는 그가 신경계 질환을 해부학적 변형에 의해 설명하려했기 때문이다. 이런 그의 탐험적 연구에는 최면이 이용되었으며, 이를 통해 샤르코는 히스테리성 마비가 기질적 병변에 의해 발생되는 것이 아니라 "동적 기능성 병변"에 의함을 보였고, 이를 최면상태에서 재현했다. 반면에, 샤르코는 인위적으로 유발한 증상을 풀기위해 최면을 사용하지는 않았다. 이는 샤르코가 치료적 맥락에서는 이 방법(최면)을 쓰지 않았다는 것으로 본다.
이 1882년에 출판된 책은 프랑스의 최면 연구의 황금기를 가져왔고, 샤르코는 살페트리에르 학교장이 되었다. 이 책에서 샤르코는 히스테리 환자들을 위한 "위대한 최면술"의 4가지 상태를 설명했다. :
- 혼수상태: 피험자의 눈꺼풀을 눌러 만든 상태로 이 동안 대상은 "신경근 과흥분성 (작은 접촉에도 위축이 발생)"을 보인다. ;
- 강경증 상태: 피험자의 눈을 연 상태로 (또는 징을 울림) 대상은 주어진 자세를 취하고 자석을 이용하여 피험자 신체의 움직임을 마음대로 "전달"할 수 있다. ;
- 몽유병 상태: 피험자의 머리 꼭대기를 문지름으로써 얻은 상태, 이때 피험자는 정상적으로 당신에게 말을 하고 움직일 수 있다. ;
- 기억상실 상태: 피험자는 깨어났을 때 완전히 기억을 못 한다.

또한 샤르코는 히스테리가 남성에게서 거의 발견되지 않는다는 막연한 의학적, 대중적 편견에 격렬하게 반대를 했고, 외상성 남성 히스테리의 사례를 제시했다. 히스테리가 트라우마에서 올 수 있는 기질적인 것으로 보는 샤르코의 견해는 산업 사고나 전쟁과 관련된 트라우마에서 발생하는 신경학적 증상을 이해 할 수 있는 길을 열었다.

## 출판
- <신경학>, 395매의 원고 (샤르코의 수업 자료).
- <노인 질환 및 만성 질환에 대한 임상 수업 (Leçons cliniques sur les maladies des vieillards et les maladies chroniques)>, 1874.
- <최면에 의한 히스테리 환자들의 다양한 신경 상태에 관하여 (Sur les divers états nerveux déterminés par l'hypnotisation chez les hystériques)>, 1882.
- <신경계 질환에 대한 수업 (Leçons sur les maladies du système nerveux)>, 1885-1887.
- <예술속의 악마 (Les Démoniaques dans l'art)>, 1887.
- P. Richer와 함께 Les Diffforme et les Malades dans l'art, Lecrosnier and Babé, 1889.
- <치유하는 믿음 (La foi qui guérit)>, 1897, ,

## 업적 기념

### 인명 유래 용어
샤르코의 업적을 기념하며 아래와 같은 질병 및 증상에 그의 이름이 쓰여졌다 :
- 샤르코병 은 근위축성 측삭경화증의 (운동신경원 병 중 가장 잘 알려진 루게릭 병으로도 불린다) 다른 이름이다. ;
- 샤르코-마리-투스 질환은 감각-운동 신경에 영향을 미치는 유전성 질환으로 피에르 마리 (Pierre Marie)와 하워드 헨리 투스 (Howard Henry Tooth)의 이름이 결합되었다. ;
- 샤르코 징후는 척골 근육이 마비가 되었을 때 나타난다. ;
- 샤르코-부샤르 동맥류 (Charcot-Bouchard aneurysm)는 결핵의 뇌 합병증이다. ;
- 샤르코-라이덴 결정 (Charcot-Leyden cristal)은 일부 천식 가래에서 볼 수 있다. ;
- 샤르코의 느린 맥박은 실신을 유발할 수 있는 방실블록 (또는 방실 차단)의 징후이다. ;
- 샤르코의 발은 당뇨병을 악화시킬 수 있는 발목과 발의 골관절염에 대한 설명이다.;
- 샤르코-윌브랜드 증후군은 시각적 무감각과 이미지 재시각화 능력이 상실한 것으로 헤르만 윌브란트 (Hermann Wilbrand) 이름과 함께 붙여졌다.;
- 샤르코의 신경학적 3대 증상은 다발성 경화증 징후로 관절 이상, 안진증 등이 있다.;
- 샤르코 동맥 (렌즈핵선조체동맥).

### 수상 및 훈장
- 1853년: 몽티옹상 (Prix scientifique Montyon), 과학 아카데미에서 수여.
- 레지옹 도뇌르 훈장: 1848년 8월 22일 슈발리에, 1880년 8월 4일 오피시에, 1892년 1월 12일 코망되르.